# سگوک-دونگ
سگوک-دونگ (به لاتین: Segok-dong) یک منطقهٔ مسکونی در کره جنوبی است که در ناحیه گانگنام واقع شده‌است.